# Xanthoparmelia chalybaeizans
Xanthoparmelia chalybaeizans är en lavart som först beskrevs av J. Steiner & Zahlbr., och fick sitt nu gällande namn av Hale. Xanthoparmelia chalybaeizans ingår i släktet Xanthoparmelia och familjen Parmeliaceae.   Inga underarter finns listade i Catalogue of Life.